# Thank God It's Christmas
Thank God It's Christmas är en låt skriven av Brian May och Roger Taylor, som gavs ut som en singel med Queen inför julen 1984.

## Listplaceringar
| Lista (1984-1985) | Topplacering |
| ----------------- | ------------ |
| Nederländerna     | 31           |
| Österrike         | 21           |

### Fotnoter
1. ↑  ”Listplacering”. http://dutchcharts.nl/showitem.asp?interpret=Queen&titel=Thank+God+It%27s+Christmas&cat=s. Läst 20 maj 2011.
2. ↑  ”Listplacering”. http://austriancharts.at/showitem.asp?interpret=Queen&titel=Thank+God+It%27s+Christmas&cat=s. Läst 20 maj 2011.